# Morti nel 523
| Questa pagina contiene informazioni ricavate automaticamente dalle voci biografiche con l'ausilio del template Bio e di un bot. L'aggiornamento è periodico e automatico e ricostruisce completamente la pagina. Se manca una persona in questa lista, sei pregato di non aggiungerla, ma accertati piuttosto che la sua voce biografica contenga il template Bio e che i dati anagrafici siano correttamente compilati. Se il template Bio manca, inseriscilo tu stesso o, in alternativa, metti l'avviso {{tmp\|Bio}} che ne segnala la mancanza. Se i dati riportati sono sbagliati, correggi direttamente la voce biografica; le modifiche saranno visibili in questa lista entro pochi giorni. Per chiarimenti vedi il progetto biografie. La lista contiene solo le 6 persone che sono citate nell'enciclopedia e per le quali è stato implementato correttamente il template Bio. Pagina aggiornata al 19 ott 2024. |

- 5 febbraio - Alcimo Ecdicio Avito, poeta, arcivescovo e santo romano (n. 450)
- 6 maggio - Trasamondo, sovrano vandalo
- 6 agosto - Papa Ormisda, papa italiano (n. 450)
- Ammonio di Ermia, filosofo bizantino (n. 440)
- Filosseno di Mabbug, vescovo cristiano orientale e scrittore siro
- Giovanni III di Gerusalemme, vescovo ortodosso bizantino